# Robert Brown (homme politique anglais)
Pour les articles homonymes, voir Robert Brown et Brown.
Robert Crofton Brown (16 mai 1921 - 3 septembre 1996) est un homme politique du parti travailliste anglais.

## Biographie
Brown est un inspecteur du gaz de district avec le Northern Gas Board et un secrétaire de branche du Syndicat national des travailleurs généraux et municipaux. Il est secrétaire du Parti travailliste de sa circonscription et conseiller du Newcastle upon Tyne Borough Council.
Brown est élu député de Newcastle upon Tyne West en 1966, puis de Newcastle upon Tyne North à partir de 1983, et prend sa retraite en 1987.